# وینز کافی
وینز کافی (انگلیسی: Wayne's Coffee) شرکت رستوران‌های زنجیره‌ای سوئدی است، که در سال ۱۹۹۴ تأسیس شد.